# Halfweg (Terschelling)
Halfweg is een buurtschap ten oosten van het dorp West-Terschelling op het waddeneiland Terschelling, provincie Friesland (Nederland). Formeel valt de buurtschap onder West-Terschelling. De buurtschap bestaat uit een klein aantal verspreid langs de Hoofdweg van Terschelling liggende boerderijen en woonhuizen. De meeste boerderijen zijn verbouwd tot appartementencomplex. In Halfweg komen enkele campings en caravanterreinen voor. Er is een hotel (Bornholm), een pizzeria en een midgetgolf-baan.
Ten noorden van Halfweg lag vroeger het dorpje Stattum. Dit dorpje is echter door overstuiving met duinzand verdwenen. Ten oosten van Halfweg lag het verdwenen dorpje Schittrum.
Dorpen en buurtschappen: Baaiduinen · Dellewal · Formerum · Halfweg · Hee · Hoorn · Horp · Kaard · Kinnum · Landerum · Lies · Midsland · Midsland aan Zee · Midsland-Noord · Oosterend · Striep · West aan Zee · West-Terschelling

Friesland: Steden en dorpen      Nederland: Provincies · Gemeenten